# Orion 9
Orion 9 var en planerad flygning som aldrig genomfördes, i det numera nedlagda Constellationprogrammet

## Färdplan
Obemannad fraktversion av Orion CEV, som skulle leverera utrustning till den Internationella rymdstationen.